# علم الصخور
علم الصخور هو العلم الذي يهتم بدراسة الصخور ودراسة خصائصها، صفاتها، دورتها في التشكل، ومعرفة المعادن المكوّنة لكل صخر.
ويتناول هذا العلم أصل الصخور والحالة التي توجد عليها وعلاقاتها بالعمليات الجيولوجية، فهو جزء أساسي من علم الجيولوجيا. وهو تطبيق لمبادئ الكيمياء الفزيائية في دراسة المواد الأرضية التي توجد بصورة طبيعية.

## الصخر
هي عبارة عن تشكيلات صلبة تتكون بصورة طبيعيه من مجموعه من المعادن وتكون جزء أساسي في تركيب القشرة الأرضية فتختلف الصخور عن بعضها البعض من حيث أنواع المعادن المكونه لها وعلاقتها مع بعضها البعض في الصخر الواحد.

## تصنيف الصخور
إن جميع المواد الصلبة الأولى في المراحل الأولى من تشكل الأرض قد اشتقت من المادة المنصهرة أو الصهارة فتسمى الصخور الناشئة عن الصهارة بالصخور الأولية أو الصخور النارية. بعد تصلب القشرة الأرضية وتكوّن الغلاف المائي والغلاف الجوي بدأ كل منهما مهاجمة الصخور الأولية فنتج منهما تفكك لتلك الصخور وتكدست هذه الحطام بالماء والرياح لتتجمع في النهاية في تجاويف القشرة الأرضية ومن ثم حدث لها ترسيب وتماسك وتحولت إلى صخر صلب وتسمى هذه الصخور بالصخور الثانوية أو الصخور الرسوبية.
ثم تتعرض الصخور الأولية والثانوية للحركات الأرضية التي تذهب بها إلى أعماق القشرة حيث الضغط والحرارة الشديدان، فيعاد تكوينها جزئيّا أو كليّا فتظهر لها صفات أخرى جديدة وتسمى هذه الصخور بالصخور المتحولة.

## أقسام الصخور
تقسم الصخور إلى ثلاثة أنواع هي: الصخور النارية، الصخور الرسوبية والصخور المتحولة.

### الصخور النارية
الصخور النارية هي الصخور التي تشكّلت بفعل البراكين وهي التي تتكوّن من برودة وتصلّب الصهارة خارج سطح الأرض وتسمى بالصخور الخارجية أو البركانية (ذات معدل تبريد سريع) نتيجة لتعرضها لبرودة الغلاف الجوي، أو هي التي تتكوّن من برودة الصهارة داخل الأرض (الطبقات الأولية لسطح الأرض) وتسمّى بالصخور الجوفية (ذات معدل تبريد بطيء نتيجة للضغط وقربها من حرارة باطن الأرض) ويعتمد تصنيف الصخور بعد معرفة إذا كانت بركانية أو جوفية على عدة عوامل وهي:

#### التركيب الكيميائي للصخور النارية
أجريت مجموعة من التحاليل الكيميائية على الصخور النارية فتبيّن أنها تحتوي على نوعين من العناصر؛ عناصر رئيسية وتضم ثمانية عناصر (الأوكسجين، السيليكون، الألمنيوم، الحديد، المغنسيوم، الكالسيوم، الصوديوم والبوتاسيوم) وعناصر ضئيلة المقدار وتضم (التيتانيوم، الهيدروجين، الفوسفور، المنجنيز و الكربون) وتقسم حسب توفّرها بالصخور إلى مجموعات ؛ المجموعة الحمضية (felsic) غنية بالفيلدسبار والسليكا تحتوي على أكثر من 60% سليكا، المجموعة المتوسطة تحتوي على 54-64% سليكا، والمجموعة القاعدية (mafic) غنية بالمغنيسيوم والحديد تحتوي على 45-53% سليكا، والمجموعة فوق القاعدية (ultrabasic) غنية جدا بالمغنيسيوم والحديد وتحتوي على أقل من 45% سليكا 

#### التركيب المعدني للصخور النارية
المعادن هي الوحدة الأساسية المكوّنة لكل صخر، وكذلك الصخور النارية حيث تتكون من مجموعة من المعادن النارية، أي إن لكل صخر تركيب معين من المعادن تميّزه عن غيره فهو أساس تنوعه.
تشكل المعادن السليكاتية الجزء الأعظم حجما من الصخور النارية وتسمى بالمعادن الرئيسة وأكثر معادن السيليكات شيوعا هي مجموعات الكوارتز، الفلسبارات، الأولفين، البيروكسين، الأمفيبول، الميكا والفلسباثويدات.

#### أمثلة على الصخور النارية
صخور نارية داخلية: الجرانيت، الديوريت، الغابرو، والبيريدوتيت.
صخور نارية خارجية: بازلت

### الصخور الرسوبية
هي أحد أنواع الصخور التي تتكوّن بفعل عوامل التعرية الميكانيكية والكيميائية على الصخور الأولية ومن ثم تنقل بفعل عوامل النقل مثل المياه والرياح وتترسب بفعل قوة الجاذبية الأرضية  تحت ظروف الضغط والحرارة العادية.
تعتبر الصخور الرسوبية أرشيف لتاريخ الأرض فهي تعطي معلومات عن نوع الصخر الأصلي ومكانه الذي أتى منه فهي دليل لنوع البيئة والظروف التي تم ترسيب ذلك الصخر في نطاقها، وتشكل الصخور الرسوبية نسبة ضئيلة لا تتجاوز 5% من حجم القشرة الأرضيه ولكن تشكل المساحة الظاهرة للرسوبيات 75-80% من مساحة سطح الأرض وتعتبر معرفتها أساساً لدراسة علم الطبقات وعلم الجيولوجيا البنائية.

#### التركيب المعدني لصخور الرسوبية
المعادن المُشكّلة للصخور الرسوبية قليله وتتميز بوجودها على أشكال متعددة فتنقسم إلى قارية، معادن ناتجة عن حت وتعرية المصدر الأصلي للصخر وتشكل 60-80% ، ومعادن كيميائية وتكون إما كيمائية نقية (تكونت ولم تنقل) أو كيميائية غير نقية (نقلت داخل حوض الترسيب).
- حجم الحبيبات:

الحجم هو البعد الذي الذي يمثل الصخر فقطر الحبيبة هو نفسه البعد الممثل لها وبالتالي هو مقدار حجمها. 
تعتمد المسافة التي تمشيها الصخور في تحديد شكل وفرز واستدارة حبيبات الرواسب فالحبيبات البعيده عن المصدر تكون ذات فرز جيد (بحيث ينقص النقل من حجم الحبيبات بتكسيرها ومسحها ) وترسب حمولتها بالتدريج بدئا من الثقيلة(حجمها كبير) وحتى الأخف حجم وتكون ذات استدارة على عكس الحبيبات القريبة من المصدر بحيث تكون ذات فرز ضعيف وحبيبات غير منتظمة لها زوايا 
- خواص تنتج بسبب الاختلاف بشكل الحبيبات:
  1. التعبئة درجة تباعد العناصر المكوّنة للصخر عن بعضها البعض تكون إما أكثر تماسك أو أقل تماسك
  2. المساميه، نسبة الفراغات إلى الحجم الكلي للصخر ممكن أن تكون أصلية أو ثانوية.
  3. النفاذية، درجة السهولة التي تتحرك بها السوائل خلال مسام الصخر بدون أن يحدث تغيير لشكل الصخر أو إزاحة لأي من أجزائه.

#### أمثلة على الصخور الرسوبية
بريشيا، كونغلوميرات، كوارتزيت، أركوز، صخر الغرين والحجر الطيني....

### الصخور المتحولة
هي نوع من أنواع الصخور تغيرت خصائصها عن الصخر الأصلي بفعل عوامل التحول ( الضغط، الحرارة والنشاط الكيميائي لسوائل)؛ فالتحول هو استجابة الصخر لتغيرات كبيرة في الضغط والحرارة والبيئة الكيميائية فيتم فيها إعادة تبلور جزئي أو كلي لصخر وتكوين بنيات جديدة أكثر ثباتا.

#### عوامل التحول
ينتج التحول في الأعماق بفعل ثلاث عوامل هي الحرارة، الضغط والسوائل النشطة كيميائياً بحيث يعتمد تأثير الضغط والحرارة مجتمعين والنشاط المتزايد لسوائل.
يحدث ارتفاع في درجات الحرارة إما نتيجة لزيادة العمق أو من الصهارة المجاورة للصخر، أما الضغط فهو نتيجة طبيعة لجاذبية الأرض، فيمكن أن يكون ضغط منتظم يعمل على تغيير الحجم وثبات الشكل أو موجه يعمل على تغيير الشكل، ولعل من أهم عوامل التحول هو النشاط الكيميائي لسوائل لأن التفاعلات لا تحدث إلا أثناء الذوبان الكلي أو الجزئي للمعادن الموجودة والعامل الناقل لهذه المعادن المذابة هي السوائل.

#### أنواع التحول
تعتمد أنواع التحول على العوامل الأربعة الحرارة، الضغط المنتظم، الضغط الموج، السوائل النشطة كيميائيا 
- 1. التحول بالحرارة  تعبتر الحرارة هي العامل السائد في هذا النوع إلا أن الضغط يدخل ثانويا، ويحدث التحول حول الكتل النارية في درجة حرارة منخفضة نسبيا ويسمى التحول بالتلاصق
  2. التحول بالضعط الموجه يحدث بوجود حرارة قليلة أو عدمها حيث يعمل الضغط الموجه على تهشيم الصخور ويسمى بالتحول الحطامي
  3. التحول بالضغط الموجه والحرارة  هذا النوع هو أقوى الأنواع في أحداث التحول بحيث يؤدي إلى إعادة تبلور الصخر بالكامل وتكوين بنيات جديدة ويسمى بالتحول الحراري الديناميكي
  4. التحول بالضعط المنتظم والحرارة  يحدث هذا التحول في الأعماق بحيث يختفي تأثير الضغط الموجه بسبب لدانة الصخر ولكن لا يتكون في هذا النوع بنيات جديده ويسمى بالتحول الجوفي

#### تصنيف الصخور المتحولة
العوامل التي يؤخذ بها في التصنيف هي التركيب الأصلي للصخور المتحولة والأنواع المختلفة لتحول ومرتبة قوة التحول وبالتالي يمكن تميز ثلاث مجموعات أساسية:
- 1. صخور ناتجة من عمليات ميكانيكية مع كمية بسيطه من إعادة التبلور،
  2. صخور ناتجة من عمليات إعادة التبلور حيث لا توجد إضافة للمواد
  3. وصخور ناتجة من اتحاد عمليتي إعادة التبلور والإضافة وهي صخور مشبعة ومركبة مع إضافة مواد من أصل ناري

#### أمثلة على الصخور المتحولة
الفيليت، أمفيبوليت، النايس والرخام.

## اقرأ أيضاً
- تكون ترتيبي